# Ponte Giacomo Matteotti
De Ponte Giacomo Matteotti is een brug over de Tiber ten noorden van het centrum van Rome.
De boogbrug is gebouwd tussen 1924 en 1929 naar een ontwerp van Augusto Antonelli. De brug is ongeveer 138 meter lang, heeft twee kleine en drie grote bogen, die rusten op twee pijlers, waarin zich cirkelvormige openingen bevinden, die bij hoogwater de waterdruk kunnen verminderen. Ten tijde van de voltooiing heette de brug Ponte del Littorio, maar na de Tweede Wereldoorlog werd zij vernoemd naar de antifascistische Giacomo Matteotti, die in de buurt van de brug werd vermoord.
Ponte di Castel Giubileo · Ponte Tor di Quinto · Ponte Flaminio · Ponte Milvio · Ponte Duca d'Aosta · Ponte della Musica · Ponte del Risorgimento · Ponte Giacomo Matteotti · Ponte Pietro Nenni · Ponte Regina Margherita · Ponte Cavour · Ponte Umberto I · Ponte Sant'Angelo · Ponte Vittorio Emanuele II · Ponte Principe Amedeo Savoia Aosta · Ponte Giuseppe Mazzini · Ponte Sisto · Ponte Garibaldi · Ponte Fabricio en Ponte Cestio · Ponte Rotto · Ponte Palatino · Ponte Sublicio · Ponte Testaccio · Ponte San Paolo · Ponte dell'Industria · Ponte Guglielmo Marconi · Ponte della Magliana · Ponte di Mezzocammino · Ponte Tor Boacciana